# Топханенський акт

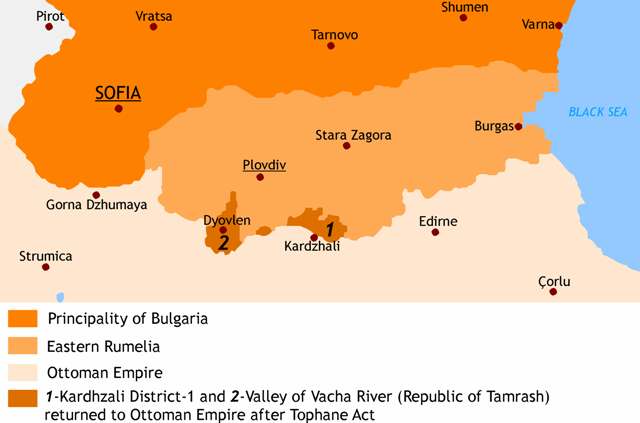
Землі, передані Османській імперії згідно з Топханенським актом

Топханенський акт (болг. Топханенски акт) — договір, підписаний між Болгарським князівством та Османською імперією 5 квітня (24 березня за юліанським календарем) 1886 року та названий так по району Топхане (нині частина району Бейоглу) у Константинополі.
За договором відбулося юридичне визнання Об'єднання Болгарії на міжнародному рівні. Також Договір визнавав принца Болгарії Олександра Баттенберга генерал-губернатором автономної Османської провінції Східна Румелія.
Договір підписано великим візиром Мехмед Каміль Пашею і міністром закордонних справ Болгарії Іллєю Тцановим, а також послами великих держав.
Як компенсацію Османська імперія отримала область навколо Кирджалі, а також Республіку Тамраш — загальною площею 1640 км². За цим договором, територія єдиної Болгарії склала 94 345 км².